# ユーリー・ベルク

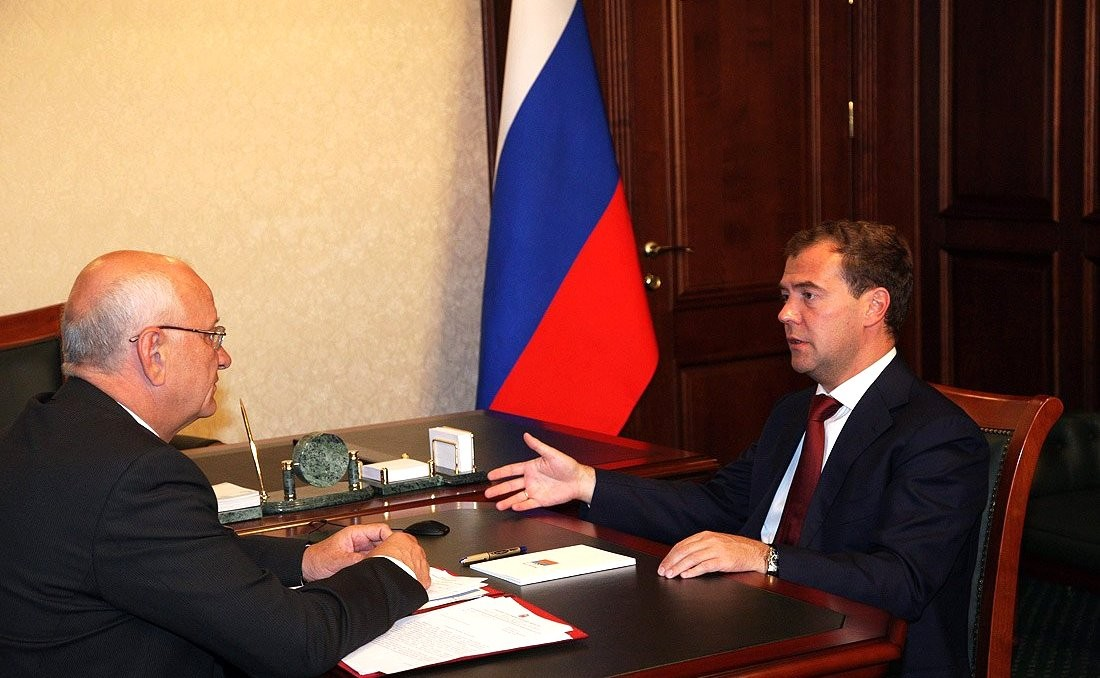
ユーリー・ベルク（左）とドミートリー・メドヴェージェフ大統領（当時、2010年9月1日撮影）

ユーリー・アレクサンドロヴィチ・ベルク（ロシア語: Ю́рий Алекса́ндрович Бе́рг、ラテン文字表記の例：Yuriy Aleksandrovich Berg、1953年8月3日 - ）は、ロシアの政治家。2010年から2019年までオレンブルク州知事を務めた。統一ロシア所属。

## 経歴・人物
1953年8月3日、ペルミ州（現在のペルミ地方）ニロブに従業員の家庭に生まれる。一家は1961年にオレンブルク州オルスクに移った。1969年オルスク第9学校を卒業し、1973年アストラハン航海学校を卒業した。以後、1982年オレンブルク教育大学、2003年オレンブルク大学をそれぞれ卒業し、オレンブルク大では経済マネージャーの資格を取得している。
1974年企業合同「オレンブルクスペツストロイ」勤務。1976年オルスク第11学校で教鞭をとる。1985年から1992年まで、オルスク第15学校校長（директор）。1997年「オルスク・АСКО」（Орск-АСКО）社支配人（取締役）。1998年「オルスク・サービス」社総支配人（代表取締役社長）。1999年ノヴォトロイツクセメント工場総支配人。2005年7月から「オルスクインテルスヴャーズ」社地域開発担当副総支配人（副社長）。
企業活動の傍ら政治活動を始める。1990年から1996年まで、オルスク社会問題管理部副部長。1995年ロシア連邦政府の連邦行政当局に所属。1997年始めから1998年まで税務警察オレンブルク支部推進基金副総裁。2005年11月2日、オルスク市長。2010年6月15日からオレンブルク州知事。

## 家族
ルボヴィ・フョードロヴナ夫人との間にセルゲイとアレクサンドルの二男あり。三人の孫がいる。ルボヴィ夫人は2008年からオルスク婦人運動会長を経て、2010年東オレンブルク公共機関協会会長。株式会社「Базис-Н」の社主でもある。
長男セルゲイはオレンブルク建設企業「ゴリゾント」第一副総支配人（副社長）とノヴォトロイツクの「シリカトヌイ・ザボード」社総支配人（最高経営責任者社長）。他に住宅建設工場「ウラル」（ウラリスキー）の社主であり、2010年まで「エヴロパルトネルス」社、「テフストロイコントラクト」社、ノスタ銀行の取締役も務めていた。夫人との間にジェニファー（ジェニフェル）とエヴェリン（エヴェリニー）の二女がいる。
次男アレクサンドルは、2008年から「ノヴォトロイツク屋根材工場テフイゾル」社主兼総支配人（最高経営責任者社長）。